# Zodarion cyrenaicum
Zodarion cyrenaicum is een spinnensoort in de taxonomische indeling van de mierenjagers (Zodariidae).
Het dier behoort tot het geslacht Zodarion. De wetenschappelijke naam van de soort werd voor het eerst geldig gepubliceerd in 1935 door J. Denis.
De soort jaagt vrijwel exclusief op de veel grotere mierensoort Messor arenarius, die hij verlamt met een giftige beet. Vrouwtjes en jongen hebben een verschillende jachttechniek: vrouwtjes bijten hun slachtoffer langs achter en trekken dan terug om een tegenaanval af te wenden. De jongen klimmen daarentegen op de rug van de mier en spuiten hun gif in het abdomen. Mannetjes jagen niet, zij stelen de prooien van hun vrouwelijke en jonge soortgenoten.